# ویلانکولو، موزامبیک
ویلانکولو (به لاتین: Vilankulo) یک منطقهٔ مسکونی در موزامبیک است که در Vilanculos District واقع شده‌است.
 ویلانکولو  ۲۴٬۴۳۳ نفر جمعیت دارد.